# Coulomp
Le Coulomp est une rivière de France, affluent du Var en rive droite. Il coule dans le département des Alpes-de-Haute-Provence en région Provence-Alpes-Côte d'Azur.

## Géographie

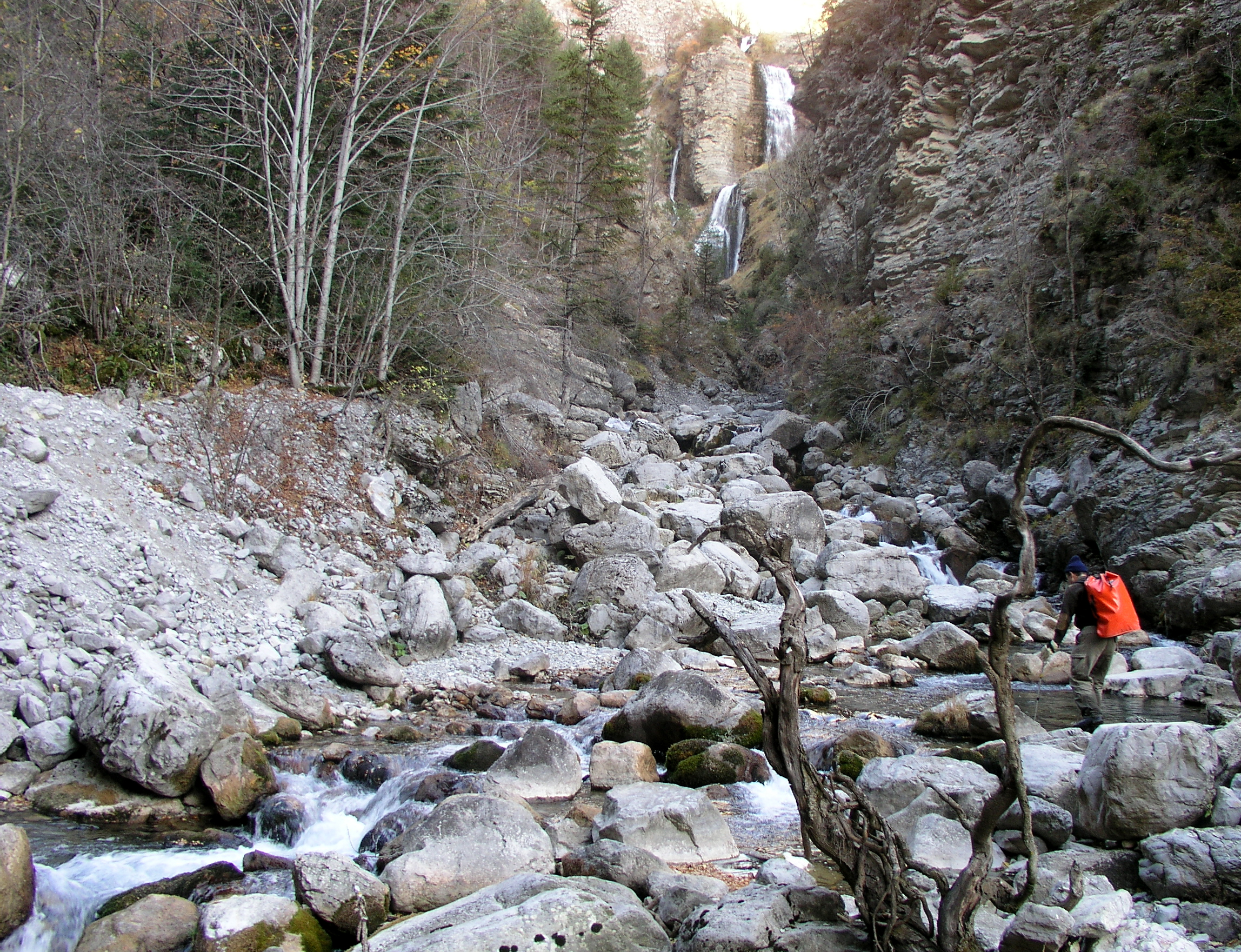
Le Coulomp près de sa source (Castellet-les-Sausses).

Sa longueur est 20,3 kilomètres. Il conflue avec le Var au niveau du « Pont de Gueydan » sur le territoire de Saint-Benoît, près d'Entrevaux.
Le bassin d'alimentation de la source karstique du Coulomp a fait l'objet d'une coloration aux lacs de Lignin le 9 novembre 2013, le colorant (fluorescéine) est apparu le 15 à la source. Le Coulomp possède un affluent abondant, la Vaïre, dont il reçoit les eaux à Saint-Benoît près d'Annot.

## Industrie
L’usine électrique du pont de la Donne, à Saint-Benoît, utilise ses eaux (voir l’article sur la commune pour plus de détails).